# جاكوب بيرنستاين
جاكوب بيرنستاين (بالإنجليزية: Jacob Bernstein)‏ هو لاعب شطرنج أمريكي، ولد في 24 فبراير 1890 في كاوناس في ليتوانيا، وتوفي في 1 ديسمبر 1958 في نيويورك في الولايات المتحدة.

## وصلات خارجية
- جاكوب بيرنستاين على موقع مباريات الشطرنج (الإنجليزية)
- جاكوب بيرنستاين على موقع 365Chess.com (الإنجليزية)